# Жан-Баптист, Мэрианн
Мэрианн Жан-Баптист (англ. Marianne Jean-Baptiste, род. 26 апреля 1967) — британская актриса, певица, композитор, режиссёр и сценарист. Получила образование в Королевской академии драматического искусства в Лондоне, после чего играла на сцене Королевского национального театра. Международный успех ей принесла социальная драма «Тайны и ложь» (1996), за роль Гортензии Кьюмбербатч в которой она была номинирована на премии «Золотой глобус», «BAFTA» и «Оскар», став при этом первой чернокожей британской актрисой выдвинутой на премию Американской киноакадемии.
Другими заметными фильмами с её участием стали «28 дней» (2000), «Клетка» (2000), «Шпионские игры» (2001), «Город Эмбер: Побег» (2008) и «Мальчики-налётчики» (2010). Так же снялась в телесериале «Без следа» (2002—2009) исполнив роль спецагента ФБР Вивьен Джонсон. Помимо актёрской карьеры Мэрианн Жан-Батист записала альбом блюзовых песен, а также составила музыкальную партитуру для драмы «Карьеристки» в 1997 году.
С 1997 года актриса замужем за британским балетным танцором Эваном Уильямсом, от которого она родила двоих дочерей.

## Фильмография
| Год       |    | Русское название                   | Оригинальное название          | Роль                                 |
| --------- | -- | ---------------------------------- | ------------------------------ | ------------------------------------ |
| 1996      | ф  | Тайны и ложь                       | Secrets & Lies                 | Гортенс Камбербэтч                   |
| 1997      | ф  | Мистер Ревность                    | Mr. Jealousy                   | Лукреция                             |
| 1998      | ф  | Как устроить самый жестокий месяц  | How to Make the Cruelest Month | Кристина Паркс                       |
| 1998      | ф  | Убийца ворон                       | A Murder of Crows              | Элизабет Поуп                        |
| 1998      | тф | Свадьба                            | The Wedding                    | Эллен Коулс                          |
| 1998      | ф  | Некуда идти                        | Nowhere to Go                  | Линн Джейкобс                        |
| 1999      | ф  | 24 часа из жизни женщины           | 24 Hour Woman                  | Меделин Лабель                       |
| 2000      | ф  | 28 дней                            | 28 Days                        | Рошанда                              |
| 2000      | ф  | Клетка                             | The Cell                       | доктор Мириам Кент                   |
| 2001      | ф  | Шпионские игры                     | Spy Game                       | Гледис Дженнип                       |
| 2002—2009 | с  | Без следа                          | Without a Trace                | спецагент ФБР Вивиан Джонсон         |
| 2008      | ф  | Город Эмбер: Побег                 | City of Ember                  | Клэри                                |
| 2010      | ф  | Мальчики-налётчики                 | Takers                         | Наоми Козье                          |
| 2011      | ф  | Виолет и Дейзи                     | Violet & Daisy                 | Номер 1-й                            |
| 2011      | ф  | Калейдоскоп любви                  | 360                            | Фрэн                                 |
| 2014      | ф  | Робокоп                            | RoboCop                        | начальник полиции Детройта Карен Дин |
| 2014      | ф  | Грань будущего                     | Edge of Tomorrow               | доктор Уиттл                         |
| 2015      | с  | Убийство на пляже                  | Broadchurch                    | адвокат Шэрон Бишоп                  |
| 2015      | с  | Слепая зона                        | Blindspot                      | Бетани Мэйфейр                       |
| 2017      | с  | Тренировочный день                 | Training Day                   | заместитель начальника Джой Локхарт  |
| 2017      | с  | Как избежать наказания за убийство | How to Get Away with Murder    | Вирджиния Кросс (4x03)               |
| 2018      | с  | Возвращение домой                  | Homecoming                     | Глория Мориссо                       |
| 2018      | ф  | Кролик Питер                       | Peter Rabbit                   | генеральный директор «Harrods»       |

## Награды и номинации
- 1997 — номинация на премию «Оскар» за лучшую женскую роль второго плана (Тайны и ложь).
- 1997 — номинация на премию «Золотой глобус» за лучшую женскую роль второго плана (Тайны и ложь).
- 1997 — номинация на премию BAFTA за лучшую женскую роль второго плана (Тайны и ложь).
- 2025 — номинация на премию BAFTA за лучшую женскую роль второго плана (Суровая правда).[1]